# Colure

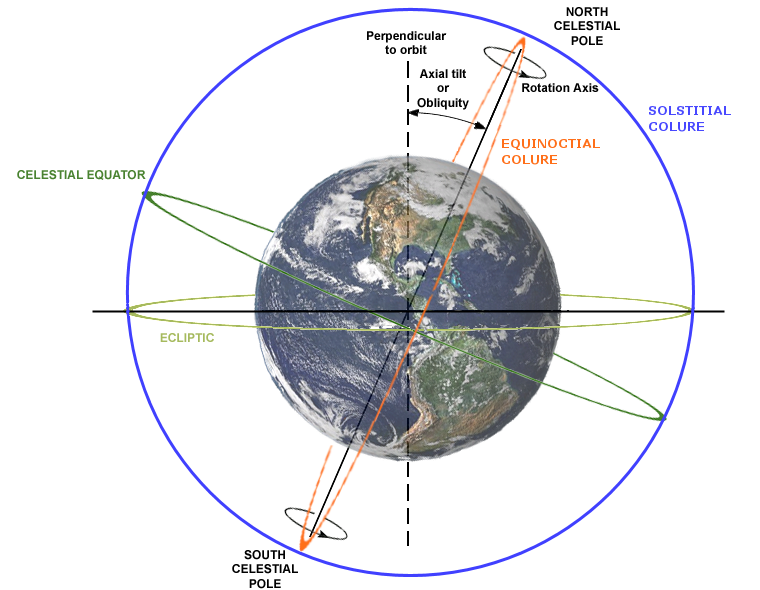
Orange : colure des équinoxes
Bleu : colure des solstices.

Les colures sont les deux principaux méridiens de la sphère céleste. Il s'agit de deux grands cercles passant par les pôles célestes qui se coupent à angle droit et qui passent respectivement par les points solsticiaux (colure des solstices) et par les points équinoxiaux (colure des équinoxes) de l'écliptique.
Les colures découpent donc le trajet apparent annuel du Soleil en quatre parties qui déterminent les saisons.
Le substantif masculin colure est un emprunt au latin tardif colurus, lui-même emprunt au grec ancien αἱ κόλουροι,.